# 다미르 스코미나
다미르 스코미나(슬로베니아어: Damir Skomina, 1976년 8월 5일 ~ )는 슬로베니아의 축구 심판이다. 2000년부터 슬로베니아 프르바리가 심판을 맡고 있으며, 2003년부터는 국제축구연맹 주관 대회의 심판도 맡고 있다.

## 심판 경력

### FIFA 월드컵
2018년 FIFA 월드컵
- 2018년 6월 19일:  콜롬비아 -  일본 (H조)
- 2018년 6월 28일:  잉글랜드 -  벨기에 (G조)
- 2018년 7월 3일:  스웨덴 -  잉글랜드 (8강전)

### FIFA 컨페더레이션스컵
2017년 FIFA 컨페더레이션스컵
- 2017년 6월 18일:  카메룬 -  칠레 (B조)

### 올림픽
2008년 하계 올림픽
- 2008년 8월 7일:  온두라스 -  이탈리아 (D조)
- 2008년 8월 16일:  브라질 -  카메룬 (8강전)

### UEFA 유럽 축구 선수권 대회
UEFA 유로 2012
- 2012년 6월 9일:  네덜란드 -  덴마크 (B조)
- 2012년 6월 16일:  스웨덴 -  잉글랜드 (D조)
- 2012년 6월 22일:  독일 -  그리스 (8강전)

UEFA 유로 2016
- 2016년 6월 15일:  러시아 -  슬로바키아 (B조)
- 2016년 6월 19일:  스위스 -  프랑스 (A조)
- 2016년 6월 27일:  잉글랜드 -  아이슬란드 (16강전)
- 2016년 7월 1일:  웨일스 -  벨기에 (8강전)